# Andrijan Zaharovič Akimenko
Andrijan Zaharovič Akimenko (rusko Андриан Захарович Акименко), sovjetski general, * 1898, † 1989.

## Življenjepis
Med drugo svetovno vojno je poveljeval naslednjim enotam: 127. strelski diviziji, 2. gardni strelski diviziji (1941-42), 3. gardnemu strelskemu korpusu (1942) in 75. strelskemu korpusu (1944-45).